# Липичі
Ли́пичі (рос. Липичи) — присілок у складі Котельницького району Кіровської області, Росія. Входить до складу Біртяєвського сільського поселення.
Населення становить 3 особи (2010, 7 у 2002).
Національний склад станом на 2002 рік — росіяни 100 %.